# Frank Fielding
Frank Fielding (Blackburn, 1988. április 4. –) angol labdarúgó, a Stoke City játékosa.

## Sikerei, díjai
- Bristol City
  - League One: 2014–2015
  - EFL Trophy: 2014–2015

## Külső hivatkozások
- Frank Fielding pályafutásának statisztikái a Soccerbase oldalon (angolul)